# Мванаваса, Леви
Леви Патрик Мванаваса (англ. Levy Patrick Mwanawasa, 3 сентября 1948, Муфулира, Замбия — 19 августа 2008, Франция) — президент Замбии с 2 января 2002 года по 19 августа 2008 года.

## Биография
Получив юридическое образование, работал по специальности. В 1989 году Мванаваса успешно защищал в суде бывшего вице-президента страны Кристона Тембо, обвинявшегося в подготовке военного переворота против президента Кеннета Каунды. В 1991—1994 — вице-президент Замбии, в 1996 проиграл на выборах лидера партии Движение за многопартийную демократию действующему президенту Фредерику Чилубе.
В 2001 году стал кандидатом от ДМД и победителем президентских выборов, сменив Чилубу. Результаты выборов оспаривались оппозицией в суде, но безуспешно.
Практически сразу после вступления в должность инициировал антикоррупционное расследование деятельности бывшего президента Чилубы и крупных функционеров правящей партии. В 2003 году он сместил вице-президента за участие в махинациях с нефтяными контрактами; в 2007 было отправлено в отставку почти все руководство министерства по земельным делам. В то же время, президент не был последователен до конца: некоторых членов своего «ближнего круга», например, бывшего министра здравоохранения Булайя, он старался оградить от преследований.
Правительство Мванавасы стремилось контролировать работу СМИ, иногда прямо угрожая журналистам, критикующим власть. Преследования журналистов стали одной из важных тем оппозиции перед президентскими выборами.
Мванаваса выступал с программой повышения уровня жизни замбийцев (в данный момент 75 % замбийцев живут меньше чем на 1$ в день) и в 2006 году был переизбран на второй срок.
Мванаваса отменил ряд законодательных актов Чилубы, ограничивающих вмешательство государства в экономику, и попытался ввести элементы государственного регулирования цен. В результате Замбия испытала основное последствие любого госрегулирования – дефицит (маис,  2006 год и топливо, 2007 год). В добывающей отрасли правительство аннулировало прежние соглашения с инвесторами, что привело к их уходу с рынка, в результате чего страна не смогла достичь планируемых объемов добычи. Оценка его экономической политики неоднозначна.
Леви Мванаваса перенёс инсульт 29 июня 2008 года в египетском Шарм-эш-Шейхе, куда он прибыл для участия в саммите африканских стран. После непродолжительного лечения в Египте он был перевезён в парижскую клинику Валь-де-Грас, где скончался 19 августа 2008 года.